# Cherubino Ghirardacci
Cherubino Ghirardacci (Bolonia, 1519 - ibid., 12 de diciembre de 1598) fue un religioso agustino e historiador italiano. 

## Vida
Hijo de Andrea Ghirardacci, que oriundo de Castel San Pietro ejercía como notario en Bolonia, y de su primera mujer, de nombre desconocido, con cerca de catorce años Cherubino profesó en el convento de los agustinos de San Giacomo Maggiore de Bolonia.  
Entre 1532-1548 cursó estudios en Bolonia, Roma y Siena, donde en 1543 fue ordenado sacerdote.  De regreso en su convento de San Giacomo, ganó excelente reputación como calígrafo y miniador.  
En los últimos años de su vida fue nombrado párroco de la iglesia de Santa Cecilia, cargo que desempeñó hasta su muerte.

## Obras
Dejó escritas varias obras genealógicas, poéticas, costumbristas, litúrgicas y catequéticas, algunas de las cuales fueron publicadas en vida:
- Calendarium (Bolonia, 1570);
- Institutione christiana et catholica del modo di ascoltar la messa (Bolonia, 1571, y Venecia, 1572);
- Ordine di celebrare le messe così solenne come private (Bolonia, 1571);
- Avvisi della messa (Bolonia, 1571, y Venecia, 1578);
- Nuovo e spirituale nascimento dell'huomo cristiano (Venecia, 1572);
- Theatro morale de' moderni ingegni (Venecia, 1575).

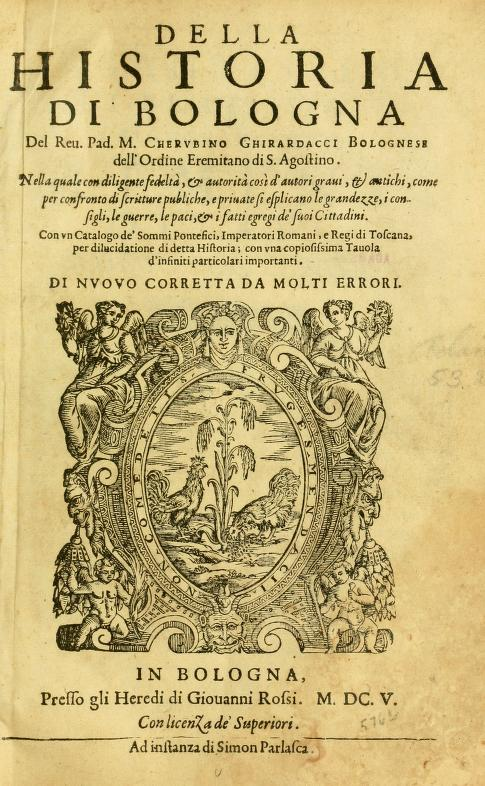
Portada de la Historia de Bolonia de 1605.

Pero su obra más extensa y conocida, elaborada  "con grandísimo estudio y fatiga", fue una Historia de Bolonia en tres volúmenes que cubre desde la fundación de la ciudad durante la guerra de Eneas contra Turno hasta el año 1509.  Fue apreciada a partir del siglo XX por estar basada en fuentes documentales y no en tradiciones infundadas, como hasta entonces había sido habitual en la literatura histórica; su editor Albano Sorbelli dejó escrito que "abre la serie de los historiadores y cierra la de los cronistas".
Sin embargo en épocas anteriores no tuvo buena acogida, y su publicación tuvo numerosas dificultades: el primer volumen, que cubre hasta el año 1320, estaba compuesto ya en 1586, pero la oposición del Senado de Bolonia retrasó la publicación hasta 1596, alegando el perjuicio que para el honor y la reputación de Bolonia suponían ciertos episodios narrados en el libro, pero caídos en el olvido de la población.   
Similares circunstancias se dieron en la publicación del segundo volumen, que salió en 1657 gracias al empeño de Aurelio Agostino Solimani. 
La publicación del tercer volumen, cubriendo los años 1425-1509, había sido obstaculizada en 1732 por los cardenales Cornelio Bentivoglio y Prospero Lambertini debido al mal lugar en que quedaba la familia Bentivoglio en el libro.  
El mismo motivo alegaron en 1758 el marqués de Magliano Guido Bentivoglio y su hermana Eleonora  para conseguir el secuestro de la edición que a instancias del senador Francesco Davia había empezado a imprimirse en Lucca con la aprobación de todas las censuras eclesiásticas y civiles.  Especialmente bochornoso era el pasaje en el que Ghirardacci contaba que la madre de Annibale I Bentivoglio (1415-1445) había mantenido relaciones en la misma época con Antongaleazzo Bentivoglio y con Gaspare Malvezzi, y que ignorando cuál de ellos era el padre, los dos hombres se lo jugaron a los dados.
La disputa, en la que también estuvieron envueltos los cardenales Alberico Archinto y Joaquín Fernández Portocarrero, el papa Benedicto XIV, la Inquisición, la República de Lucca y todos los suscriptores que habían adelantado doce paolos por cada ejemplar, se resolvió cuando el marqués aceptó comprar por 170 zecchini los 1060 ejemplares ya impresos y los mandó destruir, excepto uno que guardó para sí mismo.  Fue este último el que adquirido por Luigi Frati en 1860 sirvió para la edición que Albano Sorbelli hizo en 1932.